# Assyrer in Syrien

Flagge der aramäischen Nationalbewegung

Flagge der assyrischen Nationalbewegung

Die Aramäer und Assyrer in Syrien (Suryoye) leben seit dem Jahr 2000 v. Chr. in der nordöstlichen Hälfte des Landes. Teile der Region waren integraler Bestandteil des eigentlichen Assyriens und während des Neo-Assyrischen Reiches (911–608 v. Chr.) war die Gesamtheit des heutigen syrischen Staatsgebiets unter assyrischer Herrschaft.
Insgesamt leben etwa 900.000 bis 1,2 Millionen Assyrer/Aramäer in Syrien. Besonders in Syrien jedoch ist der größte Teil zunehmend in die arabische Bevölkerung assimiliert und spricht keine der Aramäischen Sprachen mehr (stattdessen wird inzwischen die alleinige Amtssprache Arabisch als Muttersprache gesprochen). Ostaramäisch wurde vor dem Bürgerkrieg von etwa 20.000 Chabur-Assyrern im Nordosten des Landes gesprochen, doch ist diese Zahl durch Flucht ins Ausland auf Grund der Terrorherrschaft des Daesch rapide gesunken. Westaramäisch wird nur noch in zwei Ortschaften (Dschubb-'Adin und Maalula, vor dem Bürgerkrieg auch in as-Sarcha) im Qalamun-Gebirge gesprochen. Siedlungsschwerpunkte sind die Governorate al-Hasakah und Homs, sowie die Städte Damaskus, Aleppo und Dscharamana. Die verbreitetsten Konfessionen sind die syrisch-orthodoxe Kirche, die syrisch-katholische Kirche, die chaldäisch-katholische Kirche und die assyrische Kirche des Ostens.
Ein weiterer Zustrom siedelte dort zu Beginn des Französischen Mandats über Syrien. Nach dem Massaker von Semile flüchtete 1933 ein Teil der Bevölkerung aus den türkischen Gebieten des heutigen Syriens in den unabhängigen Irak.
Im Jahre 1936, zum Höhepunkt lokaler Aufstände, baten religiöse und politische Führer in der syrischen Provinz al-Dschasira (heute al-Hasakah) die französischen Behörden um eine Provinz mit autonomen Status unter der Berücksichtigung ihrer gemischten aramäischen/assyrischen, kurdischen, armenischen, jüdischen und arabischen Bevölkerung – wie im Sandschak Alexandrette, dem Alawitenstaat und dem Drusenstaat. Dies führte unter anderem dazu, dass die arabischen Nationalisten in Damaskus jegliche Autonomiestatute innerhalb des zukünftig unabhängigen Großsyriens ablehnten.
Nach der Unabhängigkeit 1946 wurde im Jahre 1957 die Assyrische Demokratische Organisation durch Mitte-links gesinnte Intellektuelle der Assyrischen ethnischen Gruppe sowie von christlichen religiösen Gemeinschaften gegründet. Die Assyrische Demokratische Organisation gehört dem Syrischen Nationalrat an. Die Organisation ist heute verboten.
2005 wurde die Syrisch-Christliche Einheitspartei (ܓܒܐ ܕܚܘܝܕܐ ܣܘܪܝܝܐ ܒܣܘܪܝܐ) gegründet. Diese Partei vertritt nach eigenen Angaben die Interessen des assyrischen/aramäischen Volkes. 
Im Bürgerkrieg hat die Syrisch-Christliche Einheitspartei die Armee Mawtbo Folhoyo Suryoyo und die Polizeieinheit Sutoro ins Leben gerufen, die die assyrischen/aramäischen Städte, Stadtteile und Dörfer kontrollieren.